# 中野義照
中野 義照（なかの ぎしょう、1891年10月5日 - 1977年1月31日）は、真言宗の僧、インド哲学研究者。

## 経歴
1891年、愛媛県今治市生まれ。旧姓は白石。11歳で得度する。東京帝国大学文学部印度哲学科で学び、1921年に卒業。高楠順次郎に師事した。卒業後は九州帝国大学講師となり、1929年には高野山大学教授、1933年より中国天津日本図書館長、北京大学文学院教授。
戦後日本へ帰国し、1946年より高野山大学教授に復帰。同文学部長、1951年学長を務めた。1952年「ヤーヂユニヤワルキヤ法典の研究」を九州大学に提出して文学博士号を取得。1958年、密教文化研究所長となる。1964年には再度学長を務める。日本学術会議会員。高野山真言宗宿老。大僧正。インド法を研究した。

## 受賞・栄典
- 1963年：紫綬褒章。
- 1966年：勲三等旭日中綬章受勲。

## 著書
- 『大師の宗教』六大新報社 六大伝道叢書 1921
- 『仏教文化史概説』高野山出版社 1949
- 『秘宝 第7巻 高野山』講談社 1968
- 『密教の信仰と倫理 中野義照集 昭和仏教全集』教育新潮社 1970
- 『インド法の研究』日本印度学会 1974

### 共編
- 『日本大蔵経仏書解題』大村西崖共著 蔵経書院 1922
- 『世界教育宝典 仏教教育宝典 3 伝教大師　弘法大師集』塩入亮忠共編 玉川大学出版部 1972
- 『弘法大師研究』編 吉川弘文館 1978

### 翻訳
- ウインテルニッツ『印度仏教文学史』大佛衛共訳 丙午出版社 1923
- 『ウパニシャット全書 第6巻 サラスワテイー・ラハスヤ・ウパニシヤツト』世界文庫刊行会 1924、東方出版 1980
- 『ウパニシャット全書 第7巻 ブリハド・ジヤーバーラ・ウパニシヤツト アタルシラス・ウパニシヤツト』世界文庫刊行会 1924、東方出版 1980
- 『ウパニシャット全書 第8巻 ヨーガシカー・ウパニシヤツト ヴァラーハ・ウパニシヤツト』世界文庫刊行会 1924、東方出版 1980
- 『ウパニシャット全書 第4巻 ガルバ・ウパニシヤツト』世界文庫刊行会 1925、東方出版 1980
- 『ウパニシャット全書 第5巻 ヨーガクンダリー・ウパニシヤツト』世界文庫刊行会 1925、東方出版 1980
- 『國譯一切経 印度撰述部 論集部 2』水野弘元・泉芳璟・池田澄達・遠藤二平・干潟龍祥共譯、大東出版社 1934、改訂1977、2000
- 『國譯一切経 印度撰述部 瑜伽部 11』勝又俊教・坂本幸男・平井宥慶共譯、大東出版社 1935、改訂 1981、2000
- 『國譯一切経 和漢撰述部 諸宗部』共譯 大東出版社 1937、改訂1979、2000。「秘密曼荼羅十住心論」担当
- 『カウティルヤ 実利論』生活社 1944
- ヤージュニャヴァルキヤ『ヤーヂュニャワルキヤ法典』訳・著 中野教授還暦記念会 1950。復刻・大空社 2001
- 『マヌ法典』訳註 日本印度学会 1951
- ヴインテルニッツ『インド文献史』全6巻 日本印度学会 1964-78

### 記念論文集
- 『中野教授古稀記念論文集』中野教授古稀記念会 1960

## 論文
- Cibii